# Парламентские выборы в Казахстане (2012)
Внеочередные выборы депутатов мажилиса парламента Республики Казахстан состоялись 15 января (по партийным спискам) и 16 января (выборы депутатов от Ассамблеи народа Казахстана) 2012 года. В тот же день в Казахстане проходили выборы депутатов районных, городских и областных маслихатов (местных представительных органов). В парламентских выборах приняли участие семь политических партий, три из которых по итоговым результатам преодолели семипроцентный барьер и прошли в мажилис (нижнюю палату парламента Казахстана): Народно-демократическая партия «Нур Отан» (80,99 %), Демократическая партия Казахстана «Ак жол» (7,47 %), Коммунистическая народная партия Казахстана (7,19 %).

## Роспуск парламента и назначение выборов
9 ноября 2011 года советник президента Казахстана Ермухамет Ертысбаев в интервью газете «Время» выразил мнение, что «теоретически можно допустить», что депутаты мажилиса на пленарном заседании могут выступить с инициативой самороспуска парламента. При этом Ертысбаев заявил, что «в третье десятилетие независимости Казахстан должен войти минимум с двухпартийным парламентом» (по итогам предыдущих выборов все места в мажилисе заняли представители пропрезидентской партии «Нур Отан»).
В тот же день спикер мажилиса Урал Мухамеджанов заявил журналистам, что роспуск парламента — это слухи. В то же время ряд депутатов сообщил, что ожидал поднятия вопроса о самороспуске.
10 ноября депутаты мажилиса Нуртай Сабильянов и Виктор Рогалёв озвучили представителям СМИ обращение к главе государства с просьбой принять указ о роспуске мажилиса IV созыва и действующих маслихатов, под обращением подписались 53 депутата нижней палаты парламента. Предложение депутатов было аргументировано несколькими причинами: ожидание в 2012 году второй волны мирового финансового и экономического кризиса и целесообразность сосредоточиться на преодолении возможного кризиса, не отвлекаясь на проведение избирательного цикла; необходимость формирования парламента не менее чем из двух политических партий.
Лидер оппозиционной Общенациональной социал-демократической партии Казахстана «Азат» Жармахан Туякбай заявил «Я не думаю, что есть какие-то сверхочередные события, которые заставляют провести досрочные выборы, думаю, что это связано с тем, что все политические силы оказались не готовы к долгосрочной предвыборной борьбе, и с тем, чтобы скоротечно провести предвыборную кампанию и, соответствующим образом, добиться своего преимущества на информационном поле, второе, я думаю, что всё-таки на дворе кризис и, скорее всего, экономический кризис будет ещё более усугубляться», добавив, что партия пойдёт на выборы под «брендом» ОСДП и займёт треть мест в мажилисе. Сенатор, лидер Партии патриотов Казахстана Гани Касымов также не поддержал инициативу депутатов, назвав их шаг безответственным. Один из лидеров коалиции «Халык майданы», состоящей из приостановившей деятельность по решению суда Коммунистической партии Казахстана и незарегистрированной Народной партии «Алга!», Владимир Козлов сообщил, что коалиция не успевает зарегистрировать свою партию «Халык» к ожидаемым досрочным выборам в нижнюю палату парламента, что, по его мнению, явилось причиной объявления самороспуска, но заявил, что они примут участие в выборах каким-либо способом.
Лидер Демократической партии Казахстана «Ак жол» Азат Перуашев сообщил, что для партии было бы комфортнее, если бы выборы прошли в срок, однако оценил шансы своей партии — занять 15—20 % мест в мажилисе. Секретарь центрального комитета Коммунистической народной партии Казахстана (КНПК) Жамбыл Ахметбеков отнёсся к инициативе с пониманием: «Мы всегда твердили о том, что если мы хотим быть развитой страной и если хотим держать путь к демократизации всего нашего общества, то однопартийный парламент этому уже не будет способствовать, поэтому пора уже давно менять парламент, и парламент должен быть многопартийным. Там даже не должно быть две (партии), там должны присутствовать все представители разных слоёв нашего общества. Нынешний парламент свой потенциал уже исчерпал, и поэтому он должен уступить». По его словам, КНПК рассчитывала преодолеть семипроцентный барьер для попадания в парламент.
16 ноября 2011 года президент Казахстана Нурсултан Назарбаев подписал указ «О роспуске Мажилиса Парламента Республики Казахстан четвёртого созыва и назначении внеочередных выборов депутатов Мажилиса Парламента Республики Казахстан», согласно которому нижняя палата парламента была распущена, выборы депутатов, избираемых по партийным спискам, были назначены на 15 января, а депутатов, избираемых от Ассамблеи народа Казахстана, — на 16 января 2012 года. Данный роспуск парламента был четвёртым в истории независимого Казахстана.
Первый заместитель председателя Народно-демократической партии «Нур Отан» Нурлан Нигматулин положительно отозвался о решении президента: «Сегодняшним своим решением Президент страны Нурсултан Абишевич Назарбаев поддержал депутатов Мажилиса, пойдя навстречу их обращению. И воспользовавшись своим конституционным правом, объявил о роспуске нижней палаты Парламента и проведении внеочередных парламентских выборов. Это очень важно и своевременно для всего казахстанского общества. Что касается участия партий, то, на наш взгляд, любая партия, если она считает себя серьёзной и ответственной политической организацией, всегда должна быть готова к выборным процессам. И поэтому партия „Нур Отан“, как ведущая политическая сила страны, готова не только участвовать в предстоящих парламентских выборах, но и убедительно побеждать в них».

## Выдвижение и регистрация кандидатов
В соответствии с действующим законодательством о выборах депутаты мажилиса от политических партий избираются по партийным спискам по единому общенациональному избирательному округу. Право выдвижения кандидатов в депутаты мажилиса, избираемых по партийным спискам, принадлежит политическим партиям, зарегистрированным в установленном порядке. Коммунистическая партия Казахстана не смогла принять участие в этом процессе, так как её деятельность была приостановлена решением суда. Выдвижение кандидатов в депутаты мажилиса Парламента началось 16 ноября 2011 года и закончилось за сорок дней до выборов (5 декабря), регистрация партийных списков в Центральной избирательной комиссии Казахстана закончилась за один месяц до выборов (15 декабря).

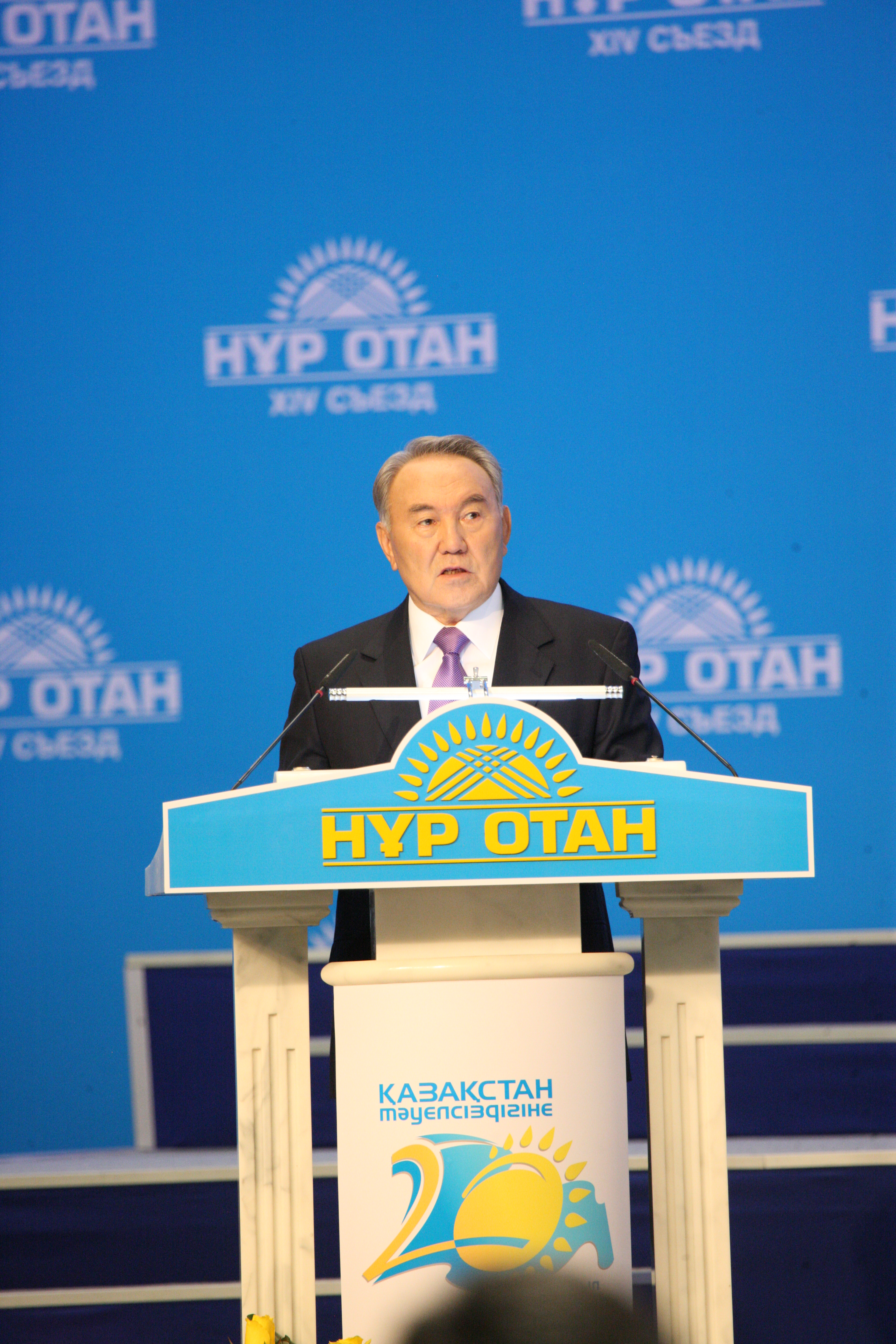
Президент Казахстана Н. Назарбаев на XIV съезде НДП «Нур Отан»

25 ноября 2011 года состоялся XIV съезд Народно-демократической партии «Нур Отан», на котором был утверждён список из 127 кандидатов в депутаты мажилиса, была одобрена предвыборная платформа «Казахстан. Цели-2017. Национальный план действий». За фамилии кандидатов делегаты проголосовали списком, в список вошли олимпийские чемпионы, артисты, акимы, министры, в том числе дочь президента страны Дарига Назарбаева, экс-спикер мажилиса Урал Мухамеджанов, замруководителя партии Нурлан Нигматулин, велогонщик Александр Винокуров, акимы Акмолинской, Костанайской и Западно-Казахстанской областей, аким города Алма-Ата Ахметжан Есимов, государственный секретарь Канат Саудабаев, певец Нурлан Абдуллин, министр охраны окружающей среды Нургали Ашим, спортсмены Ольга Шишигина, Ермахан Ибраимов, знаменитый артист Алибек Днишев и другие. Президент страны, председатель НДП «Нур Отан» Нурсултан Назарбаев, выступая на съезде, сообщил, что большинство бывших депутатов мажилиса будут переизбраны, а те, у кого заканчивается мандат, должны перейти в органы исполнительной власти и использовать там накопленный за время работы в парламенте опыт. Примечательно, что вне партийного списка оказалось большинство (30) депутатов мажилиса парламента IV созыва, подписавшихся под обращением к президенту за роспуск мажилиса. 30 ноября партия первой подала свой список в Центральную избирательную комиссию Казахстана, 7 декабря он был зарегистрирован.
Оппозиционная Общенациональная социал-демократическая партия (ОСДП) на внеочередном IX съезде 26 ноября в Алма-Ате приняла решение участвовать в выборах в мажилис парламента Казахстана. В 2009 году ОСДП, объединившись с другой оппозиционной партией — «Азат», создала объединённую партию под названием ОСДП «Азат». Однако новая партия к моменту съезда так и не прошла процедуру регистрации в министерстве юстиции, поэтому оппозиция приняла решение участвовать в выборах от лица ОСДП. На съезде был утверждён партийный список, в который вошли 57 человек, в том числе лидеры партии Жармахан Туякбай, Булат Абилов, Амиржан Косанов, известные журналисты и общественные деятели Серикбай Алибаев, Ермурат Бапи, Гульжан Ергалиева, Маржан Аспандиярова, Рыспек Сарсенбайулы, экономисты Оразалы Сабден, Валентин Макалкин, Пётр Своик, адвокат Мустахим Тулеев, Герой Советского Союза, первый казахский космонавт Токтар Аубакиров и другие представители партии, представляющие все регионы республики. Сопредседатель партии Булат Абилов на съезде заявил о том, что уверен, что за единственную оппозиционную партию, участвующую в этих выборах, отдадут голоса около 50 % населения: «Мы не согласимся, если 16 января нам скажут, что мы на третьем, четвёртом месте, что не прошли в парламент. Мы уверены, что половина казахстанцев проголосуют за нас». 9 декабря ЦИК Казахстана зарегистрировала список ОСДП.
26 ноября состоялся VI внеочередной съезд Коммунистической народной партии Казахстана, на котором были утверждены предвыборная платформа и 23 кандидата от партии на выборы, в том числе лидер партии Владислав Косарев и кандидат в президенты на выборах 2011 года Жамбыл Ахметбеков. От имени Коммунистической партии Кубы съезд приехал поддержать первый секретарь посольства Кубы в Казахстане Мигель Санчес Ордоньес. 13 декабря список КНПК был зарегистрирован в Центральной избирательной комиссии.
Партия патриотов Казахстана утвердила партийный список из 22 человек и политическую платформу на съезде 26 ноября. В список вошли руководитель экологического союза «Табигат», кандидат в президенты на выборах 2011 года Мэлс Елеусизов, а также первый заместитель председателя партии патриотов Айткали Исенкулов, председатель партии, сенатор Гани Касымов в список не вошёл, объяснив это на съезде следующим образом: «Мы проводили консультации, по законодательным нормам я никак не могу возглавить партийный список кандидатов. Я остаюсь в сенате и буду помогать партии из сената». После съезда Касымов на своей странице в Facebook написал, что, если всё будет честно, партия легко преодолеет семипроцентный барьер. 13 декабря список партии был зарегистрирован в ЦИК РК.
27 ноября прошёл съезд Демократической партии Казахстана «Ак жол», на котором были утверждены предвыборная платформа и партийный список из 79 человек. В него вошли председатель партии Азат Перуашев, заместители председателя Людмила Жуланова и Бурихан Нурмухамедов, бывший мажилисмен Амангельды Айталы, экс-вице-министр сельского хозяйства Арман Евниев, чемпион Олимпийских игр 2008 года Бакыт Сарсекбаев, а также предприниматели и представители партии в регионах. 8 декабря ЦИК зарегистрировала партийный список партии для участия в выборах.
2 декабря в Астане состоялся VIII внеочередной съезд Казахстанской социал-демократической партии «Ауыл», в котором приняли участие более 120 делегатов. В партийный список в качестве кандидатов в депутаты мажилиса парламента вошли 23 человека — деятели культуры, академики, учёные, главы фермерских хозяйств. Согласно утверждённой платформе партии основными задачами были поставлены «продовольственная корзина сельских жителей и обеспечение чистой питьевой водой наряду с развитием сельской инфраструктуры (строительство и ремонт жилья, школ, больниц, дорог)». 10 декабря ЦИК зарегистрировала список партии, включающий 18 человек.
13 декабря ЦИК Казахстана зарегистрировала партийный список Демократической партии «Адилет» в количестве 59 человек, который был утверждён 3 декабря на VII внеочередном съезде партии. Партия пошла на выборы с предвыборной платформой «Путь к справедливости».

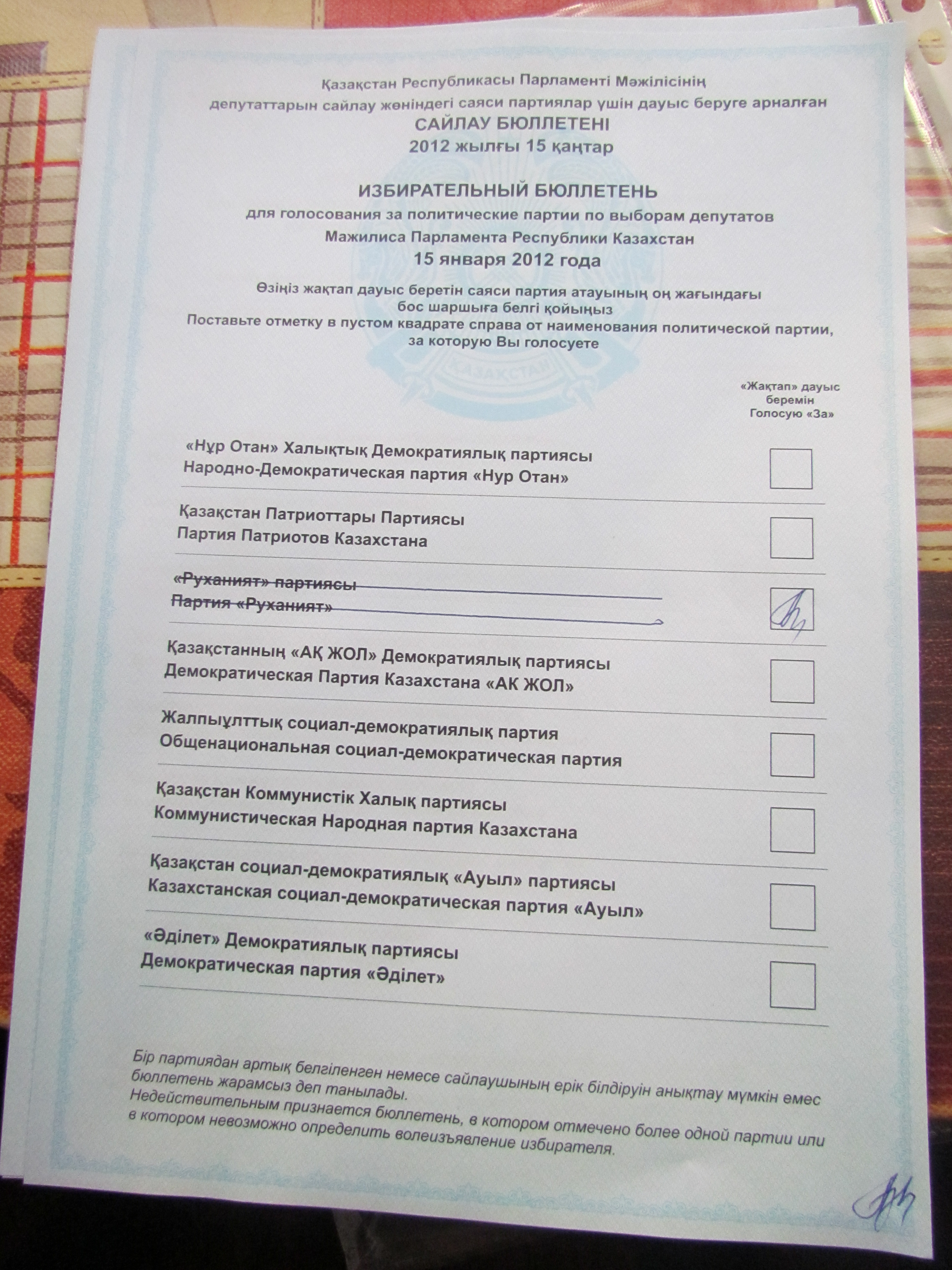
Избирательный бюллетень. Партия «Руханият» вычеркнута членом избирательной комиссии

В конце ноября на пресс-конференции партии «Руханият» было объявлено, что в партию вошли лидеры незарегистрированных партий «Халык рухы» и «Абырой» писатель, политический деятель, экс-депутат мажилиса Мухтар Шаханов, возглавивший партийный список «Руханията», и экс-сенатор Уалихан Кайсаров. 30 ноября на съезде делегаты выбрали Шаханова духовным лидером партии, председатель партии Серикжан Мамбеталин также вошёл в список кандидатов. Уалихан Кайсаров в итоге баллотировался в депутаты от Демократической партии «Адилет». 13 декабря список партии «Руханият» в количестве 27 человек был зарегистрирован в ЦИК РК. 28 декабря ЦИК Казахстана отменила регистрацию списка кандидатов партии «Руханият» на выборы в мажилис по обращению почётного председателя партии Алтыншаш Джагановой, которая обратилась в Генеральную прокуратуру с заявлением, указав, что съезд был проведён незаконно, на съезде присутствовали люди, не имеющие отношения к партии. В результате проверки, проведённой прокуратурой, нарушения подтвердились:
В протоколе было указано участие 19 человек с фамилиями, именами и отчествами, проверка показала, что два лица из 19 не являются членами республиканского комитета партии. Факт своего участия на заседании республиканского комитета партии 25 ноября опровергли ещё три человека, причём письменно.
В ответ на заявление Джагановой и отмену регистрации Серикжан Мамбеталин заявил, что Алтыншаш Джаганова исключена из партии «за потерю связи с партией, за отрицание идеологии партии, за клевету на руководителей партии», и назвал решение о снятии партии с выборов «политическим заказом». Мухтар Шаханов также заявил, что Джаганова действовала по «указанию сверху», добавив, что власть боится только его, так как без его участия в предвыборной гонке «Руханият» набрал бы «наверное, 0,05 % голосов». 7 января 2012 года в Астане состоялся внеочередной съезд партии «Руханият», на котором Алтыншаш Джаганова была вновь избрана председателем партии.
Всего, по данным ЦИК, на 16 декабря 2011 года было зарегистрировано 386 кандидатов, среди зарегистрированных кандидатов — представители 12 национальностей, их средний возраст — около 54 лет, среди них 21 % женщин, 99 % кандидатов — с высшим образованием, 35 процентов из них — юристы и экономисты. 6 января 2012 года ЦИК Казахстана сообщила, что 18 человек исключены из партийных списков кандидатов в мажилисмены в связи с выявлением недостоверности сведений о доходах и имуществе, задекларированных лицами, включёнными в партийный список, и их супругами. В партийном разрезе количество исключений в партийных списках следующее: «Ак Жол» — 5 человек, ОСДП — 4, «Адилет» — 3, «Нур Отан» — 3 (Нурлан Абдуллин, Асхат Акчурин, Жания Аубакирова), Партия патриотов Казахстана — 2, «Ауыл» — 1. 10 января ЦИК по той же причине исключила из пяти списков ещё 6 человек: ОСДП — 2 (Булат Абилов, Гульжан Ергалиева), «Нур Отан» — 1 (Владимир Бобров), «Адилет» — 1, «Ауыл» — 1, Партия патриотов — 1.

## Агитация

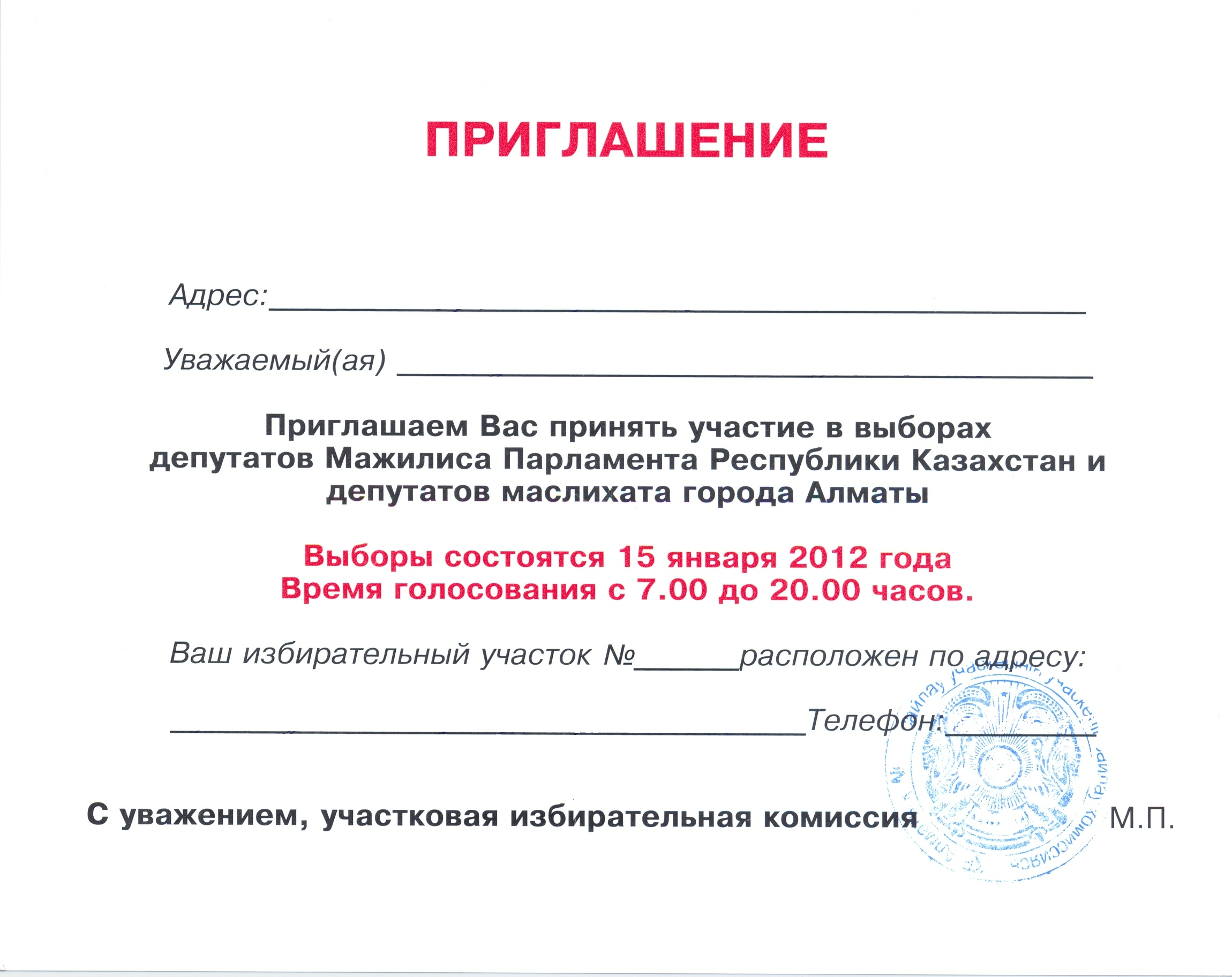
Приглашение на выборы депутатов мажилиса и алматинского городского маслихата

Согласно календарному плану избирательной кампании, утверждённому ЦИК Казахстана, проведение агитации началось с момента окончания срока регистрации партийных списков и закончилось в ноль часов по местному времени дня, предшествующего дню выборов, — в 24 часа 13 января 2012 года.
12 января на телеканале «Хабар» прошли телевизионные политические дебаты, в которых приняли участие по одному представителю от каждой политической партии, участвующей на выборах. Дебаты прошли по двум заданным тематикам: «Экономика — основа успеха страны» и «Развитие человеческого капитала в Казахстане». Теледебаты прошли не в прямом эфире, как на парламентских выборах 2004 и 2007 года и президентских выборах 2005 и 2011 года, а в записи. Член ЦИК Ляззат Сулеймен объяснила решение транслировать дебаты в записи тем, что обычно они проводились в Алма-Ате в больших студиях, а в этот раз было принято решение снимать их в столице страны Астане, где не нашлось больших студий.
Директор Информационно-аналитического центра МГУ по изучению общественно-политических процессов на постсоветском пространстве Алексей Власов, комментируя итоги избирательной кампании, отметил, что, «казалось бы, „Нур Отану“ работать в принципе не надо, ведь её главный ресурс — авторитет Н. Назарбаева», однако партия провела основательную кампанию, создала чёткую и электорально привлекательную предвыборную программу, отказалась от привычных методов агитации, от многотысячных мероприятий в пользу целевой работы с конкретной аудиторией, в том числе в Интернете. По мнению Власова, ОСДП активно отработала тему беспорядков в Жанаозене, но других сильных ходов у партии не было, при наличии у партии сильных лидеров не получилось объединить их потенциал. Власов отметил, что при активной работе КНПК, в том числе с использованием сетевых технологий, в её лозунгах наблюдался избыток популизма в связи с «проблемой идеологического ребрендинга». В кампании «Ак жола» он увидел стратегическую линию, но заметил, что проблемой партии является её сугубо профессиональный характер, так как она воспринимается в общественном мнении преимущественно как партия бизнеса.
По данным регионального координатора Республиканской сети независимых наблюдателей Баян Ахметжановой, большинство партии, кроме «Нур Отана», КНПК и «Ак жола», не проводили полноценной агитационной кампании. Согласно её мнению: «…малое количество кандидатов в списках и слабая активность партий в проведении агитационной кампании наводит на мысль, что их участие в выборах является номинальным», поскольку предстоящие парламентские выборы были назначены раньше срока, «была подорвана возможность политических партий и независимых кандидатов эффективно подготовиться к проведению избирательных кампаний».

## Опросы
По данным Института социально-политических исследований (ИСПР), на 6 января 2012 года 77,5 % опрошенных казахстанцев планировали голосовать на парламентских выборах. На начало агитационной кампании, по данным ИСПР, этот показатель составлял 67,2 %. В ходе опроса 80,9 % (80,5 % на начало агиткампании) выразили готовность отдать голос за «Нур Отан», 7,5 % (7 %) — за «Ак Жол», 4,1 % (2,4 %) — за ОСДП, 3,9 % (2 %) — за КНПК, 1,2 % (1,2 %) — за «Адилет», 0,7 % (0,7 %) — за Партию патриотов Казахстана, 0,4 % (0,4 %) — за «Ауыл», 1,2 % не приняли решение за кого голосовать.
Согласно опросу, проведённому научно-исследовательской ассоциацией «Институт демократии» по заказу ОЮЛ «Гражданский альянс Казахстана» 4—6 января 2012 года, 69,3 % респондентов твёрдо заявили о своём участии в голосовании на выборах депутатов мажилиса и маслихатов и ещё 10 % ответили, что, скорее всего, примут участие. В рейтинге политических партий по итогам агитационной кампании, согласно данному опросу, рейтинг «Нур Отана» составил 80,1 %, «Ак жола» — 7,3 %, КНПК — 7,1 %, ОСДП — 1,9 %, «Адилет» — 1,3 %, Партии патриотов Казахстана — 0,8 %, «Ауыл» — 0,5 %.
По данным блиц-опроса, проведённого Центром актуальных исследований «Альтернатива» 2—8 января, прогнозируемая явка составила 98,6 %. Предпочтения избирателей разделились следующим образом: «Нур Отан» — 78,2 %, «Ак жол» — 14,3 %, КНПК — 2,5 %, ОСДП — 2,3 %, «Адилет» — 0,5 %, Партия патриотов Казахстана — 0,5 %, «Ауыл» — 0,3 %.

## День голосования

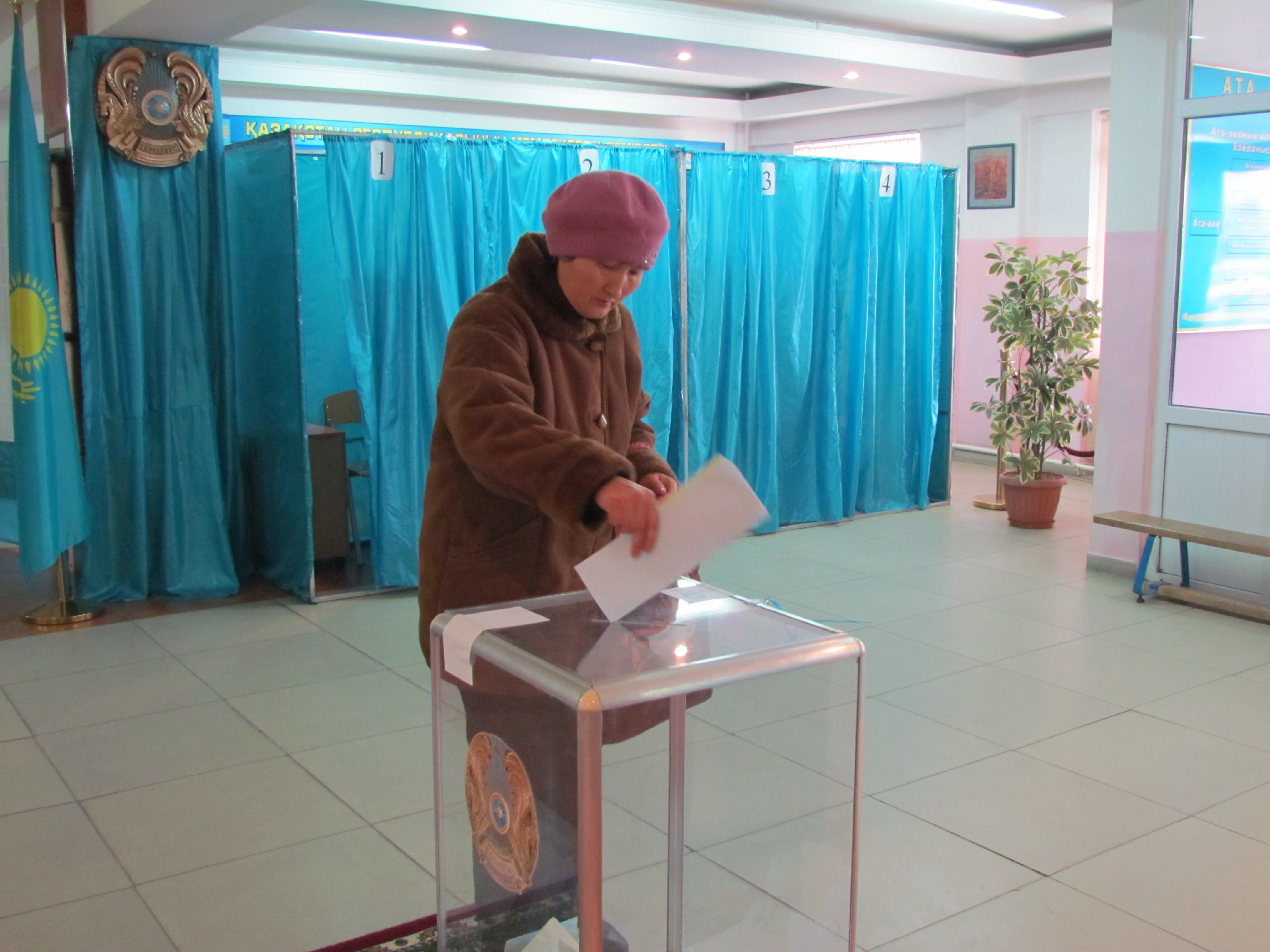
Избирательный участок в Алма-Ате

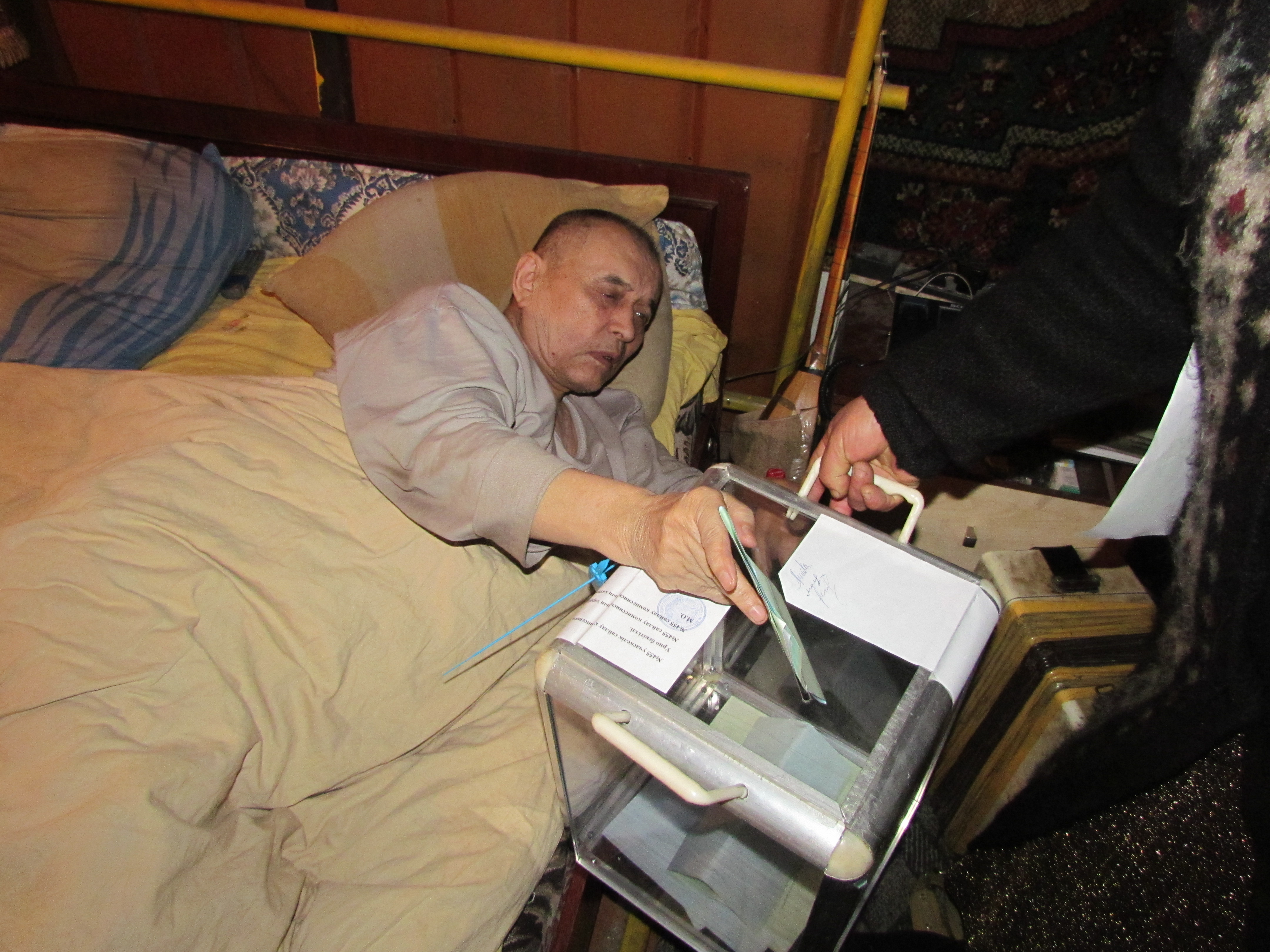
Голосование с помощью переносной урны

Голосование на внеочередных выборах депутатов мажилиса парламента и очередных выборах депутатов маслихатов началось в Казахстане в воскресенье 15 января 2012 года в 7:00 по местному времени и завершилось в 20:00. Согласно жеребьёвке, порядок размещения названий партий в избирательных бюллетенях определён следующим образом: 1. «Нур Отан», 2. Партия патриотов Казахстана, 3. «Руханият», 4. «Ак Жол», 5. ОСДП, 6. КНПК, 7. «Ауыл», 8. «Адилет». После отмены регистрации списка партии «Руханият» её из бюллетеней вычёркивали члены избирательных комиссий.
Голосование осуществлялось на 9764 избирательных участках, при представительствах Казахстана за рубежом было создано 56 избирательных участков. На выборы депутатов мажилиса парламента Центризбирком изготовил около 9,4 млн избирательных бюллетеней. Всего в списки избирателей, по данным ЦИК, были включены 9,2 млн казахстанцев. 6 января Конституционный совет Казахстана объявил, что голосование не будет проводиться в городе Жанаозен, в котором после массовых беспорядков в декабре 2011 года было введено чрезвычайное положение. 10 января президент Казахстана Нурсултан Назарбаев, учитывая беспокойство и озабоченность жителей Жанаозена тем фактом, что указанным решением Конституционного совета ограничиваются их избирательные права, предусмотренные конституцией и законами страны, наложил вето на данное решение. Конституционный совет не смог преодолеть вето президента двумя третями голосов, поэтому ЦИК отменила постановление об отмене выборов в Жанаозене.
По данным ЦИК РК, явка избирателей на 10:00 (UTC+6) составила 15,8 % (1 471 473 человека), на 12:00 — 35,3 % (3 185 546 человек), на 14:00 — 55,5 % (5 162 922 человека), на 16:00 — 66,9 % (6 223 525 человек). К 20:00 по времени Астаны самая низкая явка наблюдалась в Алма-Ате — 41,4 % — и Астане — 53,3 %. В Акмолинской области проголосовали 78 % избирателей, в Актюбинской — 78,4 %, Алматинской — 92,6 %, Атырауской — 83,6 %. В Восточно-Казахстанской явка составила 80,2 процента, в Жамбылской — 80,8 %, Западно-Казахстанской — 71,9 %, в Карагандинской области — 75,2 %, Костанайской — 84,8 %, Кызылординской — 81 %, в Мангистауской области — 74,2 %, Павлодарской — 71 %, в Северо-Казахстанской — 80,7 % и Южно-Казахстанской — 78,8 %. Согласно окончательным данным ЦИК, итоговая явка избирателей составила 75,45 %.
По данным Генеральной прокуратуры Казахстана, 15 января в органы прокуратуры поступило 536 обращений, из них 63 — по выборам в мажилис парламента и 472 — по выборам в маслихаты. В основном информация о нарушениях не находила своего подтверждения в ходе соответствующих проверок. Проверками были установлены отдельные случаи попыток неправомерного вмешательства в процедуру голосования, в том числе путём реализации механизма массового вброса бюллетеней. Так, в Алма-Ате на одном из избирательных участков мужчина произвёл массовый вброс бюллетеней в урну и при попытке задержания скрылся. При вскрытии урны в присутствии наблюдателей выяснилось, что были вброшены не бюллетени, а изготовленные им самим схожие с бюллетенями по размеру цветные листы. Мужчина, как сообщается прокуратурой, позднее добровольно явился в прокуратуру и объяснил, что хотел проверить бдительность членов комиссии и наблюдателей. Также генпрокуратура сообщила о дезинформации в день выборов: руководитель общественного фонда «Ар. Рух. Хак» Бахытжан Турегожина направляла ряд обращений в прокуратуру и одновременно в Интернете размещала «карту нарушений»; в 281 случае (95 %) размещённая на сайте информация не подтвердилась проверкой, хотя администраторами сайта соответствующие сообщения представлялись как зафиксированные факты нарушений.

## Результаты

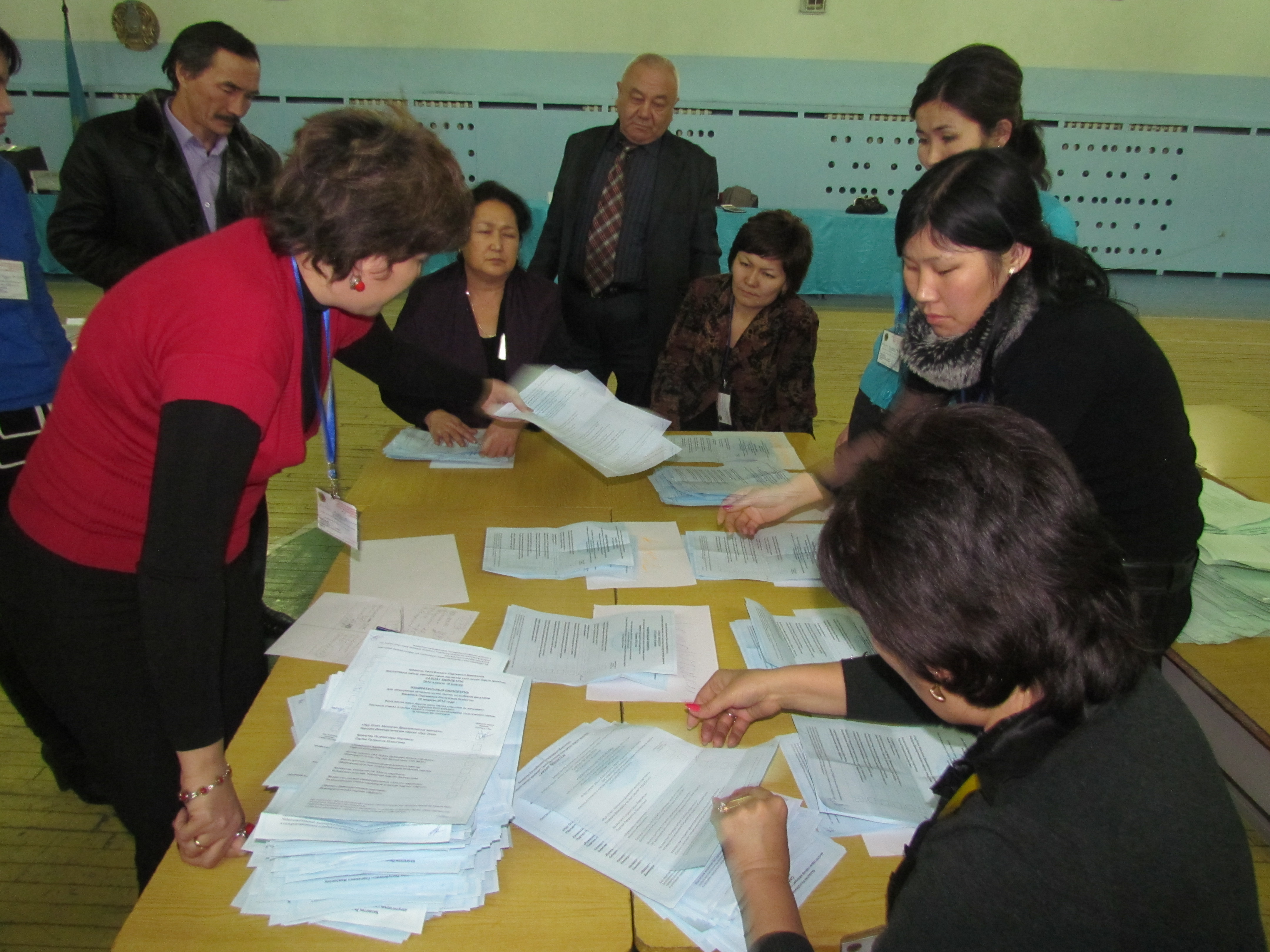
Подсчёт голосов на избирательном участке

По данным эксит-полла научно-исследовательской ассоциации «Институт демократии», НДП «Нур Отан» набрала 81 % голосов, ДПК «Ак жол» — 7,3 %, КНПК — 7,3 %, ОСДП — 1,4 %, КСДП «Ауыл» — 1 %, Партия патриотов Казахстана — 0,7 %, ДП «Адилет» — 0,7 %. В рамках исследования было опрошено 50 тысяч избирателей из всех регионов Казахстана, включая города Алма-Ата и Астана. Опросом были охвачены 500 избирательных участков, из которых 283 расположены в городских населённых пунктах и 213 — в сельских.
По результатам исследования Общественного фонда «Центр социальных и политических исследований „Стратегия“» НДП «Нур Отан» получила 81,3 % голосов, Партия патриотов Казахстана — 0,8 %, Демократическая партия Казахстана «Акжол» — 7,2 %, Общенациональная социал-демократическая партия (ОСДП) — 1,5 %, Коммунистическая народная партия Казахстана — 7,1 %, Казахстанская социал-демократическая партия «Ауыл» — 1,2 %, Демократическая партия «Адилет» — 0,9 %. Опрос был проведён в 14 областях и городах Алма-Ата и Астана. Всего было опрошено 19 520 избирателей на 196 избирательных участках.
Согласно данным эксит-полла, проведённого Институтом социально-политических исследований, партия «Нур Отан» набрала 80,5 %, голосов, партия «Ак жол» — 7,9 %, КНПК — 7,3 %, ОСДП — 1,5 %, «Ауыл» — 1 %, Партия патриотов Казахстана — 0,9 %, «Адилет» — 0,6 %. Исследование проводилось во всех областях страны и в городах Астана и Алма-Ата. В выборку вошли как городские, так и сельские избирательные участки. На 164 избирательных участках была опрошена 41 тысяча избирателей.
16 января в полдень председатель ЦИК Казахстана Куандык Турганкулов на брифинге озвучил предварительные данные по итогам прошедших выборов. Согласно предварительным данным, поступающим из областных, городов Астана и Алма-Ата избирательных комиссий, голоса избирателей распределились следующим образом: за партию «Нур Отан» проголосовало 80,74 % избирателей, за Партию патриотов Казахстана — 0,89 %, за «Ак жол» 7,46 %, за ОСДП — 1,59 %, за КНПК — 7,2 %, за «Ауыл» — 1,46 %, за «Адилет» — 0,66 %.
Шесть из семи партий, участвовавших в выборах, а также партия «Руханият» признали итоги выборов. 16 января партия «Нур Отан» провела во дворце спорта «Казахстан» форум победителей «Вперёд, Казахстан!», на котором присутствовал президент страны Нурсултан Назарбаев. КНПК в своём заявлении отметила: «То, что партия „Нур Отан“ набрала большинство голосов, не вызывает сомнения ни у её оппонентов, ни у наблюдателей, ни у самих избирателей. Безусловно, её успех — это показатель авторитета Президента страны, обладающего поддержкой подавляющего большинства населения. Мы поздравляем с победой наших оппонентов — партии „Нур Отан“ и „Ак жол“ — и выражаем надежду на плодотворную работу в парламенте на благо народа суверенного Казахстана». Партия «Ак жол» также распространила заявление, в котором поздравила «Нур Отан» с победой и отметила, что все политические партии, принявшие участие в выборной кампании, имели равные возможности довести посредством СМИ свою предвыборную программу и взгляды до электората.
Партия «Адилет» поздравила все победившие партии, подчеркнув, что «несмотря на безрадостные итоги выборов для нашей партии, мы считаем, что в целом победила страна, победил Казахстан». В заявлении, подписанном председателем партии «Ауыл» Гани Калиевым, было отмечено, что выборы прошли без неожиданностей — «все знали, что партия власти „Нур Отан“, возглавляемая Лидером нации Н. А. Назарбаевым, победит». Партия патриотов Казахстана признала выборы честными и справедливыми: «В ходе всей избирательной кампании, начиная от выдвижения кандидатов и заканчивая подведением итогов голосования, велась честная конкурентная борьба. Все участники выборов имели равный доступ к СМИ, каких-либо фактов вмешательства в выборный процесс со стороны государственных органов не отмечено. Процедурные моменты, как этого требует закон, были соблюдены».
Лидеры ОСДП выразили несогласие с результатами выборов и призвали своих сторонников выйти 17 января к монументу независимости на площадь Республики в Алма-Ате. Митинг против итогов выборов, собравший около 250 человек, продлился примерно 45 минут. Проведению акции никто не препятствовал, однако через два дня организаторы акции, в том числе сопредседатели партии Булат Абилов и Жармахан Туякбай, были оштрафованы за его проведение.
17 января Центральная избирательная комиссия Казахстана огласила окончательные итоги выборов депутатов нижней палаты парламента, избираемых по партийным спискам: убедительную победу одержала Народно-демократическая партия «Нур Отан», набрав 80,99 % голосов избирателей, также в парламент вошли Демократическая партия Казахстана «Ак Жол» и Коммунистическая народная партия Казахстана, набравшие 7,47 и 7,19 % голосов соответственно. Общенациональная социал-демократическая партия набрала 1,68 % голосов избирателей, Казахстанская социал-демократическая партия «Ауыл» — 1,19 %, Партия патриотов Казахстана — 0,83 %; Демократическая партия «Адилет» — 0,66 %. Таким образом, «Нур Отан» получил 83 депутатских мандата, «Ак жол» — 8, КНПК — 7.
Согласно официальным результатам Центральной избирательной комиссии, голоса за партии по административно-территориальным единицам распределились следующим образом:
| Область                        | НДП «Нур Отан»      | ППК             | ДПК «Ак жол»     | ОСДП             | КНПК             | КСДП «Ауыл»     | ДП «Адилет»     |
| ------------------------------ | ------------------- | --------------- | ---------------- | ---------------- | ---------------- | --------------- | --------------- |
| Всего по Казахстану            | 5 621 436 (80,99 %) | 57 732 (0,83 %) | 518 405 (7,47 %) | 116 534 (1,68 %) | 498 788 (7,19 %) | 82 623 (1,19 %) | 45 702 (0,66 %) |
| Акмолинская область            | 280 711 (77,00 %)   | 4375 (1,20 %)   | 29 529 (8,10 %)  | 13 489 (3,70 %)  | 27 342 (7,50 %)  | 7657 (2,10 %)   | 1458 (0,40 %)   |
| Актюбинская область            | 282 549 (83,61 %)   | 1826 (0,54 %)   | 24 619 (7,29 %)  | 1689 (0,50 %)    | 22 951 (6,79 %)  | 2898 (0,86 %)   | 1404 (0,42 %)   |
| Алматинская область            | 700 201 (84,02 %)   | 8474 (1,02 %)   | 58 813 (7,06 %)  | 778 (0,09 %)     | 52 931 (6,35 %)  | 10389 (1,25 %)  | 1795 (0,22 %)   |
| Атырауская область             | 205 890 (84,72 %)   | 977 (0,40 %)    | 17 027 (7,01 %)  | 754 (0,31 %)     | 15 966 (6,57 %)  | 1214 (0,50 %)   | 1188 (0,49 %)   |
| Восточно-Казахстанская область | 559 131 (80,69 %)   | 4851 (0,70 %)   | 57 804 (8,34 %)  | 3392 (0,49 %)    | 56 008 (8,08 %)  | 6939 (1,00 %)   | 4851 (0,70 %)   |
| Жамбылская область             | 320 605 (79,20 %)   | 821 (0,20 %)    | 31 995 (7,90 %)  | 10799 (2,67 %)   | 33 179 (8,20 %)  | 5965 (1,47 %)   | 1452 (0,36 %)   |
| Западно-Казахстанская область  | 232 602 (82,66 %)   | 3602 (1,28 %)   | 21 611 (7,68 %)  | 4981 (1,77 %)    | 11 903 (4,23 %)  | 2532 (0,90 %)   | 4165 (1,48 %)   |
| Карагандинская область         | 517 957 (85,63 %)   | 358 (0,06 %)    | 40 772 (6,74 %)  | 1176 (0,19 %)    | 43 996 (7,27 %)  | 390 (0,06 %)    | 231 (0,04 %)    |
| Костанайская область           | 389 684 (83,10 %)   | 2200 (0,47 %)   | 36 443 (7,77 %)  | 1935 (0,41 %)    | 34 237 (7,30 %)  | 2503 (0,53 %)   | 1906 (0,41 %)   |
| Кызылординская область         | 243 678 (78,74 %)   | 3442 (1,11 %)   | 25 357 (8,19 %)  | 5169 (1,67 %)    | 20 609 (6,66 %)  | 8159 (2,64 %)   | 3045 (0,98 %)   |
| Мангистауская область          | 156 388 (79,51 %)   | 2459 (1,25 %)   | 13169 (6,70 %)   | 6630 (3,37 %)    | 12055 (6,13 %)   | 3007 (1,53 %)   | 2987 (1,52 %)   |
| Павлодарская область           | 271 405 (79,92 %)   | 3087 (0,91 %)   | 24298 (7,16 %)   | 4718 (1,39 %)    | 27795 (8,19 %)   | 4732 (1,39 %)   | 3547 (1,04 %)   |
| Северо-Казахстанская область   | 263 545 (82,70 %)   | 892 (0,28 %)    | 25 175 (7,90 %)  | 1562 (0,49 %)    | 24 857 (7,80 %)  | 1785 (0,56 %)   | 860 (0,27 %)    |
| Южно-Казахстанская область     | 752 083 (80,10 %)   | 9389 (1,00 %)   | 70 420 (7,50 %)  | 11267 (1,20 %)   | 76 053 (8,10 %)  | 12206 (1,30 %)  | 7511 (0,80 %)   |
| Алма-Ата                       | 270 989 (69,71 %)   | 9475 (2,44 %)   | 25496 (6,56 %)   | 41 288 (10,62 %) | 23 628 (6,08 %)  | 10 212 (2,63 %) | 7669 (1,97 %)   |
| Астана                         | 174 018 (80,10 %)   | 1504 (0,69 %)   | 15 877 (7,31 %)  | 6907 (3,18 %)    | 15 278 (7,03 %)  | 2035 (0,94 %)   | 1633 (0,75 %)   |

18 января 2012 года все политические партии, прошедшие семипроцентный барьер, определили депутатов мажилиса парламента Казахстана. Первое заседание мажилиса V созыва состоялось 20 января.

## Выборы от Ассамблеи народа Казахстана
Согласно конституции Казахстана от Ассамблеи народа Казахстана (АНК) в мажилис избирались 9 депутатов. Голосование членов Ассамблеи народа Казахстана прошло в ходе XVIII сессии 16 января 2012 года с 9:30 до завершения голосования избирателей, присутствующих на сессии ассамблеи.
26 декабря 2011 года совет Ассамблеи народа Казахстана на заседании с участием государственного секретаря Казахстана Каната Саудабаева выдвинул своих кандидатов в депутаты мажилиса. Ими стали: руководитель фонда «Стабильный Казахстан» Жуматай Алиев, член правления республиканского центра уйгуров Мурат Ахмадиев, член совета ассоциации общественных объединений немцев Казахстана «Возрождение» Егор Каппель, председатель ассоциации корейцев Казахстана Роман Ким, сопредседатель ассоциации развития культуры чеченского и ингушского народов «Вайнах» Ахмед Мурадов, заместитель председателя АНК Жамбылской области, член совета ассоциации русских, славянских и казачьих организаций Надежда Нестерова, руководитель татаро-башкирского этнокультурного объединения «Тан» города Астана Зухра Саяпова, заместитель председателя АНК, председатель союза «Рада украинцев Казахстана» Юрий Тимощенко, почётный председатель республиканского узбекского этнокультурного объединения «Дустлик» Розакул Халмурадов. 30 декабря ЦИК зарегистрировала кандидатов от ассамблеи.
В голосовании приняли участие 335 членов АНК из 390 действующих, согласно процедуре кандидат считался избранным, если за него проголосовало более половины присутствовавших членов Ассамблеи народа Казахстана. В числе проголосовавших в ходе внеочередной XVIII сессии Ассамблеи народа Казахстана — председатель ассамблеи, президент Казахстана Нурсултан Назарбаев.
По результатам голосования все 9 кандидатур были одобрены ассамблеей.

## Список избранных депутатов
| ФИО депутатов                         | Партия                                                                                   |
| ------------------------------------- | ---------------------------------------------------------------------------------------- |
| Абдиров Нурлан Мажитович              | НДП «Нур Отан»                                                                           |
| Абенов Мурат Абдуламитович            | НДП «Нур Отан»                                                                           |
| Абильдаев Азамат Рахатович            | ДПК «Ак жол»                                                                             |
| Аимбетов Сеитсултан Сулейменович      | НДП «Нур Отан» (председатель комитета по экономической реформе и региональному развитию) |
| Айсина Майра Араповна                 | НДП «Нур Отан»                                                                           |
| Аронова Ирина Петровна                | НДП «Нур Отан»                                                                           |
| Асангазы Оразкул Асангазыкызы         | НДП «Нур Отан»                                                                           |
| Асанов Жакип Кажманович               | НДП «Нур Отан»                                                                           |
| Асанов Турарбек Мажилович             | НДП «Нур Отан»                                                                           |
| Ахмадиев Мурат Абдуреимович           | беспартийный                                                                             |
| Ахметбеков Жамбыл Аужанович           | КНПК                                                                                     |
| Ашим Нургали Садуақасулы              | НДП «Нур Отан»                                                                           |
| Ашимбаев Маулен Сагатханулы           | НДП «Нур Отан» (председатель комитета по международным делам, обороне и безопасности)    |
| Базарбаев Аскар Ермурзаевич           | НДП «Нур Отан»                                                                           |
| Баймаханова Галина Александровна      | КНПК                                                                                     |
| Балиева Загипа Яхяновна               | НДП «Нур Отан»                                                                           |
| Бегенеев Андрей Анатольевич           | НДП «Нур Отан»                                                                           |
| Бегентаев Мейрам Мухаметрахимович     | НДП «Нур Отан»                                                                           |
| Бекенов Асхат Сакибеденович           | НДП «Нур Отан»                                                                           |
| Бектурганов Ерсултан Утегулович       | НДП «Нур Отан»                                                                           |
| Бишимбаев Валихан Козыкеевич          | НДП «Нур Отан»                                                                           |
| Бурханов Камал Низамович              | НДП «Нур Отан»                                                                           |
| Бычкова Светлана Фёдоровна            | НДП «Нур Отан»                                                                           |
| Джакупов Кабибулла Кабенович          | НДП «Нур Отан»                                                                           |
| Джарасов Жанат Абдуллаевич            | НДП «Нур Отан»                                                                           |
| Досмухамбетов Темирхан Мынайдарович   | НДП «Нур Отан»                                                                           |
| Дошаев Ерген Николаевич               | НДП «Нур Отан»                                                                           |
| Дуйсебаев Жексенбай Картабаевич       | НДП «Нур Отан»                                                                           |
| Дюсенгалиев Жалгас Матешович          | НДП «Нур Отан»                                                                           |
| Дьяченко Сергей Александрович         | НДП «Нур Отан»                                                                           |
| Ертаев Бахытжан                       | НДП «Нур Отан»                                                                           |
| Жабагиев Кожахан Кокрекбаевич         | НДП «Нур Отан»                                                                           |
| Жазылбеков Нурлан Абдужапарович       | ДПК «Ак жол»                                                                             |
| Жумабеков Оналсын Исламулы            | НДП «Нур Отан»                                                                           |
| Жылкайдаров Сакен Егинбаевич          | НДП «Нур Отан»                                                                           |
| Ибраев Толеген Токтасынович           | НДП «Нур Отан»                                                                           |
| Идирисов Куттыхожа                    | НДП «Нур Отан»                                                                           |
| Измухамбетов Бактыкожа Салахатдинович | НДП «Нур Отан»                                                                           |
| Иксанова Гульнар Мустахимовна         | НДП «Нур Отан»                                                                           |
| Исимбаева Гульмира Истайбековна       | НДП «Нур Отан»                                                                           |
| Казбекова Меруерт Айткажиевна         | ДПК «Ак жол»                                                                             |
| Канаев Серикжан Зиаданович            | НДП «Нур Отан»                                                                           |
| Каппель Егор Яковлевич                | беспартийный                                                                             |
| Карагусова Гульжана Джанпеисовна      | НДП «Нур Отан» (председатель комитета по финансам и бюджету)                             |
| Каракен Куралай Ануаровна             | НДП «Нур Отан»                                                                           |
| Кенжин Тулеш Аукебаевич               | КНПК                                                                                     |
| Киколенко Ольга Андреевна             | НДП «Нур Отан»                                                                           |
| Ким Роман Ухенович                    | беспартийный                                                                             |
| Киянский Виктор Владимирович          | НДП «Нур Отан»                                                                           |
| Клебанова Дарья Владимировна          | НДП «Нур Отан»                                                                           |
| Кожахметов Арман Тулешович            | НДП «Нур Отан»                                                                           |
| Кожахметов Сарсенбай Нургалиевич      | НДП «Нур Отан»                                                                           |
| Конуров Айкын Ойратович               | КНПК                                                                                     |
| Косарев Владислав Борисович           | КНПК (руководитель фракции)                                                              |
| Кузьмин Николай Алексеевич            | НДП «Нур Отан»                                                                           |
| Логутов Николай Николаевич            | НДП «Нур Отан»                                                                           |
| Мадинов Ромин Ризович                 | НДП «Нур Отан» (председатель комитета по аграрным вопросам)                              |
| Маковский Анатолий Павлович           | НДП «Нур Отан»                                                                           |
| Медеуов Усенгельды Умиржанович        | НДП «Нур Отан»                                                                           |
| Милютин Александр Александрович       | НДП «Нур Отан» (председатель комитета по вопросам экологии и природопользованию)         |
| Мукашев Рахмет Желдыбаевич            | НДП «Нур Отан» (председатель комитета по законодательству и судебно-правовой реформе)    |
| Мурадов Ахмет Сейдарахманович         | беспартийный                                                                             |
| Мухамеджанов Урал Байгунсович         | НДП «Нур Отан»                                                                           |
| Мырзахметов Шалатай                   | НДП «Нур Отан»                                                                           |
| Назарбаева Дарига Нурсултановна       | НДП «Нур Отан» (председатель комитета по социально-культурному развитию)                 |
| Нестерова Надежда Дмитриевна          | беспартийная                                                                             |
| Никитинская Екатерина Сергеевна       | ДПК «Ак жол»                                                                             |
| Нургисаев Серикбай Урикбаевич         | НДП «Нур Отан»                                                                           |
| Нуркина, Айгуль Кабдушевна            | НДП «Нур Отан»                                                                           |
| Нигматулин Нурлан Зайруллаевич        | НДП «Нур Отан» (председатель мажилиса, руководитель фракции)                             |
| Омурзаков Турсунбек Казенович         | КНПК                                                                                     |
| Оспанов Серик Жамекулы                | НДП «Нур Отан»                                                                           |
| Пепенин Анатолий Сергеевич            | НДП «Нур Отан»                                                                           |
| Перуашев Азат Турлыбекулы             | ДПК «Ак жол» (руководитель фракции)                                                      |
| Петухова Надежда Михайловна           | НДП «Нур Отан»                                                                           |
| Пшембаев Мейрам Кудайбергенович       | НДП «Нур Отан»                                                                           |
| Рогалёв Виктор Павлович               | НДП «Нур Отан»                                                                           |
| Романовская Светлана Юрьевна          | НДП «Нур Отан»                                                                           |
| Рыскали Аманжан Саулебайулы           | ДПК «Ак жол»                                                                             |
| Сабильянов Нуртай Салихулы            | НДП «Нур Отан»                                                                           |
| Садибеков Уласбек                     | НДП «Нур Отан»                                                                           |
| Самакова Айткуль Байгазиевна          | НДП «Нур Отан»                                                                           |
| Сарпеков Рамазан Кумарбекович         | НДП «Нур Отан»                                                                           |
| Сарсенов Сагиятулла Омирзакулы        | ДПК «Ак жол»                                                                             |
| Саяпова, Зухра Алеутдиновна           | беспартийная                                                                             |
| Сейтмаганбетова Гулнар Сулейменовна   | НДП «Нур Отан»                                                                           |
| Смагул Бахытбек                       | НДП «Нур Отан»                                                                           |
| Смайыл Алдан Зейноллаулы              | НДП «Нур Отан»                                                                           |
| Соловьёва Айгуль Сагадибековна        | НДП «Нур Отан»                                                                           |
| Сорокин Борис Владимирович            | КНПК                                                                                     |
| Султанов Куаныш Султанулы             | НДП «Нур Отан»                                                                           |
| Сулейменов Каирбек Шошанович          | НДП «Нур Отан»                                                                           |
| Тарасенко Елена Ивановна              | НДП «Нур Отан»                                                                           |
| Тасбулатов Абай Болюкпаевич           | НДП «Нур Отан»                                                                           |
| Тимощенко Юрий Евгениевич             | беспартийный                                                                             |
| Тойбаев Алихан Абдыканович            | НДП «Нур Отан»                                                                           |
| Тиникеев Мухтар Бакирович             | НДП «Нур Отан»                                                                           |
| Туртаев Алмас Узақулы                 | ДПК «Ак жол»                                                                             |
| Умурзаков Избак Куанышевич            | НДП «Нур Отан»                                                                           |
| Уразов Самиголла Хамзаевич            | НДП «Нур Отан»                                                                           |
| Утемисов Шавхат Анесович              | НДП «Нур Отан»                                                                           |
| Ферхо Светлана Ивановна               | НДП «Нур Отан»                                                                           |
| Халмурадов Розакул Сатыбалдиевич      | беспартийный                                                                             |
| Шаекин Рауан Михайлович               | НДП «Нур Отан»                                                                           |
| Шпанов Еркин Мажитович                | НДП «Нур Отан»                                                                           |
| Щегельский Глеб Анатольевич           | НДП «Нур Отан»                                                                           |
| Яковлева Татьяна Ивановна             | НДП «Нур Отан»                                                                           |

## Наблюдатели

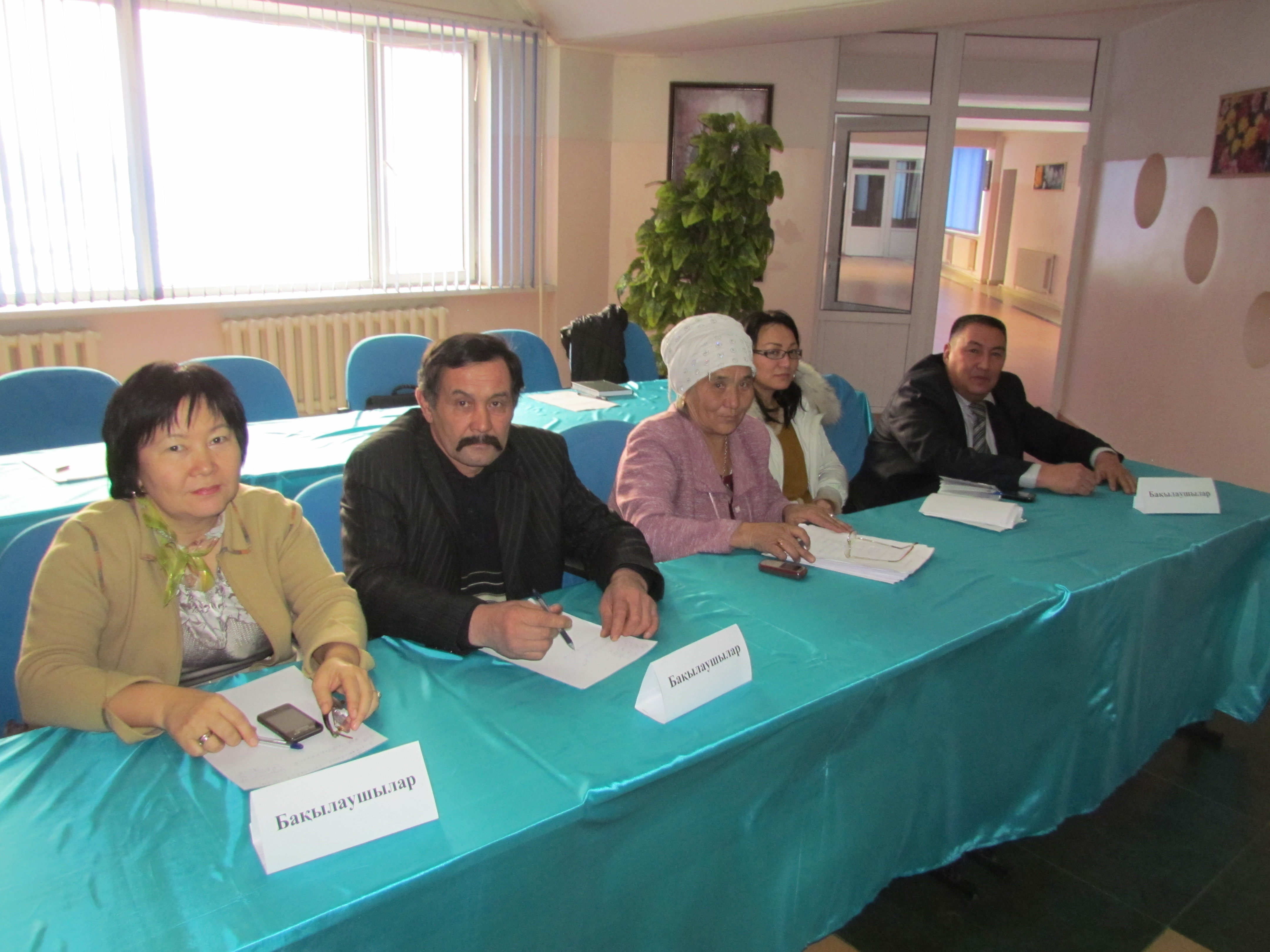
Наблюдатели на избирательном участке в Алма-Ате

Для наблюдения за выборами ЦИК аккредитовала 819 международных наблюдателей, в том числе 309 человек — представители миссии от БДИПЧ/ОБСЕ, 262 — от миссии наблюдателей от СНГ, 46 — от Парламентской ассамблеи ОБСЕ, 15 — Парламентской ассамблеи Совета Европы, 11 — миссии наблюдателей от Шанхайской организации сотрудничества, 9 — Совета сотрудничества тюркоязычных государств, 7 — Организации Исламского сотрудничества, 10 — Парламентской ассамблеи тюркоязычных стран и 150 наблюдателей из 29 иностранных государств. Министерство иностранных дел Казахстана также аккредитовало 155 представителей иностранных СМИ, которые, согласно казахстанскому избирательному законодательству, обладают правами международных наблюдателей.

### Положительные оценки
Миссия наблюдателей от Шанхайской организации сотрудничества посетила 53 избирательных участка, в том числе три «закрытых» избирательных участка (медико-социальное учреждение для престарелых и инвалидов, стационарные лечебные учреждения), расположенных в Астане и Акмолинской области. По мнению наблюдателей от ШОС, «выборы депутатов мажилиса парламента и депутатов маслихатов Республики Казахстан по наблюдаемым представителями миссии избирательным участкам и избирательным округам были легитимными, свободными и открытыми и в целом соответствовали требованиям национального законодательства Республики Казахстан и принятым международным обязательствам», технические недостатки, выявленные в ходе выборов, «в целом не могли оказать существенного влияния на их общие результаты».
Глава миссии наблюдателей СНГ, первый заместитель исполнительного секретаря СНГ Владимир Гаркун отметил, что «выборы были открытыми, прозрачными, конкурентными и обеспечили свободное волеизъявление гражданам страны. Полагаем, что прошедшие выборы стали важным шагом в деле укрепления демократических ценностей в Республике Казахстан», «в ходе агитационной кампании партии, желающие изложить и предоставить свои программы, задачи и цели, имели для этого возможность», «миссия в ходе наблюдения не зафиксировала нарушений избирательного законодательства, которые могли бы повлиять на результаты выборов».
Наблюдатель от Австрии, банкир, бывший руководитель «АТФБанка» Александр Пикер отметил, что на выборах было много наблюдателей, не только международных, но и отечественных, из общественных организаций: «Они действительно с утра до вечера сидели на участках, поэтому я думаю, что это совершенно нормальные демократические выборы». Член палаты лордов Великобритании, председатель Британско-казахстанского общества Питер Фрэйзер помимо качественной работы избиркомов назвал замечательной идеей использование на выборах в Казахстане прозрачных урн для голосования. Наблюдателя от Финляндии, специального представителя министра иностранных дел Финляндии по вопросам регионального миротворчества Киммо Кильюнена порадовало, что, несмотря на трагические события, произошедшие 16 декабря, жители Жанаозена получили возможность участвовать в выборах. Французский редактор парламентского вестника Оливье Дительер был удивлён прогрессом и хорошей явкой избирателей. По словам депутата сейма Литвы Эдмундаса Пупиниса: «Очень радует, что в парламенте будут представлены как минимум две партии — это важно, потому что другие партии смогут получить арену для дискуссии. Важно, когда в высших сферах политики бывают оппоненты. Хорошо, когда оппозиционная партия может тебя проконтролировать, потому что есть другое мнение. Мы это приветствуем и думаем, что результат от этого будет только хороший». По мнению наблюдателя из Греции, заместителя мэра Афин Теодороса Харалампедиса, выборы были открытыми и прозрачными. Он отметил, что всё организовано во благо народа.

### Отрицательные оценки
Согласно отчёту наблюдателей Бюро по демократическим институтам и правам человека ОБСЕ (БДИПЧ/ОБСЕ), Парламентской ассамблеи ОБСЕ (ПА ОБСЕ) и Парламентской ассамблеи Совета Европы (ПАСЕ), выборы были хорошо администрированы технически, однако не отвечали основополагающим принципам демократических выборов. Глава миссии БДИПЧ/ОБСЕ Миклош Харасти заявил на пресс-конференции, что трёхпартийный парламент был получен в результате «очень аккуратно контролируемого процесса», а по поводу высокой явки сказал, что её можно включить в книгу рекордов Гиннесса. Наблюдатели отметили отстранение нескольких политических партий от участия в выборах, непропорциональное ограничение свободы собрания, беспрепятственного доступа к информации, свободы объединения. Публичное обсуждение было ограничено, а СМИ функционировали в среде, характеризуемой наличием самоцензуры. Открытие избирательных участков и голосование были оценены позитивно, тем не менее подсчёт голосов и установление результатов голосования, согласно отчёту, были весьма непрозрачны и выполнялись без соблюдения надлежащих процедур, отмечались случаи манипуляции. На 109 избирательных участках наблюдатели не могли беспрепятственно следить за ходом
голосования, часто им чинились препятствия при обзоре списков избирателей. Они сообщали об отсутствии прозрачности на 9,1 % посещённых избирательных участков, поскольку не всегда имели возможность чётко отслеживать процедуры голосования. Наблюдение за процедурой подсчёта голосов производилось на 129 избирательных участках и в 54 случаях получило оценки «плохо» и «очень плохо».
Центральная избирательная комиссия Казахстана не согласилась с оценкой выборов наблюдателей ОБСЕ, назвав их оценку «нелогичной, несправедливой, неправильной», ни одно замечание из предварительного отчёта БДИПЧ/ОБСЕ не было принято. Советник президента Назарбаева Ермухамет Ертысбаев, отвечая на замечания ОБСЕ, заявил, что считает выборы прозрачными, а причинами отказа в регистрации партии «Алга!» назвал следующие: «Во-первых, они не могут набрать соответствующую численность. Во-вторых, эту партию финансирует Мухтар Аблязов, государственный преступник». Сам президент заявил, что «мы больше не будем приглашать в Казахстан нанятых кем-то экспертов, которые критикуют наши выборы».
Государственный департамент США в специальном заявлении по поводу выборов в Казахстане признал справедливой предварительную оценку казахстанских выборов миссией наблюдателей от ОБСЕ. «В связи с рядом вопросов, эти выборы не в полной мере соответствовали международным стандартам, которые обязался соблюдать Казахстан», — говорилось в заявлении. Вместе с тем Госдепартамент США признал стремление казахстанского правительства «улучшить политический климат и провести более прозрачные выборы в соответствии с международными обязательствами и со стремлениями казахстанского народа» и заявил о намерении сотрудничать с многопартийным парламентом Казахстана по реализации «широкомасштабного стратегического партнёрства».
Общественный фонд «Республиканская сеть независимых наблюдателей» (РСНН), проводивший краткосрочное наблюдение на двух тысячах участках в 10 областях и трёх городах (Алма-Ата, Астана и Риддер), сообщил о многочисленных нарушениях, «ставящих под сомнение честность и точность итогов голосования». Согласно заявлению РСНН, наблюдатели отметили случаи вброса бюллетеней, многократного голосования по типу «карусели», семейного голосования, аномально высокого количества заявлений для голосования на дому, ограничения движения наблюдателей по избирательному участку, отсутствие обзора с мест, представленных наблюдателям, аномально высокой явки, отказов в выдаче итоговых протоколов, нарушения тайны голосования. Также было отмечено «отсутствие оперативности правоохранительных органов в выявлении случаев грубых нарушений в течение дня голосования».